# Grembergen
Grembergen is een dorp in de Belgische provincie Oost-Vlaanderen en een deelgemeente van de stad Dendermonde, het was een zelfstandige gemeente tot aan de gemeentelijke herindeling van 1977. Grembergen ligt in de Denderstreek aan de Schelde, op de linkeroever; Dendermonde zelf en de andere deelgemeenten liggen ten zuiden van de rivier op de andere oever.

## Geschiedenis
Op bestuurlijk en kerkelijk vlak valt de vroegste geschiedenis van Grembergen samen met die van Zele. De benaming 'Grenberga' komt in openbare geschriften voor het eerst voor in 1019. Grend is verwant met grint of grind wat staat voor kiezelzand. Grembergen betekent dus zandheuvels of kiezelheuvels. Deze verwijzing naar zandheuvels vinden we vandaag ook nog terug in de naamgeving van de gehuchten 'Kleinzand' en 'Grootzand' te Grembergen.
Op het einde van de 11e eeuw of in het begin van de 12e eeuw werd dicht tegen de Schelde een kerkje gebouwd. De eerste vermelding van de kerk van Grembergen vinden we in een document van 20 april 1194 waarin bisschop Stephanus van Doornik de schenking van Zele (en daarbij horend Grembergen) aan de Sint-Baafsabdij te Gent ongedaan maakt en de vroegere eigenaar, de abdij van Werden, als eigenaar herbevestigt.
De periode tussen 1560 en 1600 is voor Grembergen bijzonder tragisch geweest, met overstromingen, verwoestingen, beeldenstorm, gevolgd door pestepidemies, enz.
In 1675 werden de muren van het kerkhof gesloopt en de stenen werden vervoerd naar de plaats van de nieuw op te richten kerk. De nieuwe kerk werd ingezegend op 10 november 1710.
Grembergen kwam de Eerste Wereldoorlog door zonder beschadiging, in de Tweede Wereldoorlog echter kende het grote verwoestingen.

## Bezienswaardigheden
- De Sint-Margarethakerk (1710) heeft een peervormige toren en bezit belangrijk kerkmeubilair.
- De Koortskapel
- De Sint-Eligiuskapel
- De Villa Ritten. De uit 1913-1915 daterende woning met zomerhuis bezit nog haar oorspronkelijke, artistiek waardevolle aankleding in art-nouveaustijl en art-decostijl, met hout- en smeedwerk en enkele kleurrijke glas-in-loodramen van F. Aerts.
- De Melkerij gelegen in de Dokter Haekstraat. Een eclectische villa opgetrokken in 1921 in opdracht van de Maatschappij "Melkerij Hollander".
- Het Hof ter Geesten aan de Dokter Haekstraat. Dit domein gaat minstens terug tot de 18e eeuw, waar het reeds vermeld wordt op de Ferrariskaarten daterend uit 1771-1778.

## Natuur en landschap
Grembergen ligt aan de Schelde en de bodem bestaat uit rivierklei en zand. Langs de Schelde liggen enkele natuurgebieden zoals het Grembergen Broek met Groot Schoor.

## Evenementen
- De Sint-Elooi ruiterprocessie heeft jaarlijks plaats op zondag 29 juni of de zondag na die datum. De processie is ruim 300 jaar oud.[2]
- Halfoogst Proche Kermis midden augustus.
- Tijdens septemberkermis organiseert het Treuzencomité op vrijdagavond een reuzenstoet. Met 25 reuzen gespiegeld naar een bekende inwoner van het dorp is dit de grootste stoet in zijn soort ter wereld. Onder begeleiding van diverse bands dansen de reuzen van de ene kant van het dorp naar de andere.

## Demografische ontwikkeling
- Bronnen:NIS, Opm:1831 tot en met 1970=volkstellingen; 1976 = inwoneraantal op 31 december

## Sport
In Grembergen speelt de voetbalclub KSK Grembergen.
Sinds het begin van de 20e eeuw zijn in Grembergen de terreinen van voetbalclub KAV Dendermonde gevestigd.
Grembergen is ook de thuishaven van basketbalclub  BBC Onderons Grembergen, lid van de VBL.
Sinds 2019 kent Grembergen ook een skatepark, dat zich bevindt achter het oude gemeentehuis.
Grembergen kent sinds 2022 eveneens de nieuwe padelclub OpDeForten met terreinen gelegen aan de vroegere fortificatiegordel richting de Scheldebocht, vlak naast de trainingsvelden van KAV Dendermonde.

## Geboren in Grembergen
- Fernand Khnopff (1858-1921), symbolistisch kunstschilder
- Frans Baert (1925-2022), advocaat en politicus
- De choreografe Ingrid Coppieters (van het Lido in Parijs) en de danseres Bernice Coppieters (van het Ballet van Monaco) werden in Grembergen geboren.

## Bekende inwoners
- Kurt Rogiers, acteur, (radio)presentator
- Christina Guirlande, schrijfster
- Greg Van Avermaet, wielrenner
- Leen Dierick, politica

## Nabijgelegen kernen
Zogge, Dendermonde, Moerzeke, Huivelde
Deelgemeenten: Appels · Baasrode · Dendermonde · Grembergen · Mespelare · Oudegem · Schoonaarde · Sint-Gillis-bij-Dendermonde 

Gehuchten en wijken: Boonwijk · Briel · Keur · Lutterzele · Vlassenbroek

Belgische gemeenten · Arrondissement Dendermonde · Oost-Vlaanderen · Vlaanderen